# 河口湖ステラシアター
河口湖ステラシアターは山梨県南都留郡富士河口湖町に位置する富士河口湖町立の野外音楽堂。

## 概要
1989年（平成元年）に河口湖町（当時）が計画した観光振興策「五感文化構想」の一環として通年型観光振興を目的とした音楽ホールの建設が1991年から検討され、当初1,000席規模のホールを計画したものの運営費の削減や建設省からの補助金交付を狙い野外音楽堂計画に転換、1994年に準備室を開設し着工。当初は大規模な音楽堂の建設に関して町民からの疑問視もあったが、玉置浩二が建設現場を視察し「こんな劇場で歌ってみたい」と絶賛したことをきっかけに建設への歓迎ムードが高まった。
1995年（平成7年）5月20日に開場。古代ローマ劇場をイメージしたデザインで、収容人数約3000席の野外大ホールとリハーサル室を兼ねた240席の屋内小ホールから構成され、毎年富士山河口湖音楽祭を始めとしたコンサートやクラシック音楽の演奏会、映画上映会等多目的に対応できる。
2007年（平成19年）には横河システム建築の施工で左右42m・奥行き32m・稼働ストローク29mの鉄骨造開閉式屋根が設置され、雨天時や管弦楽公演への対応も可能となった。
2013年には第28回国民文化祭・やまなし2013夏のステージオープニングイベントが執り行われ、皇太子（当時）が出席された。
2020年には維持費調達を目的として富士河口湖町のふるさと納税の返礼品に本施設の関連サービスが加えられ、返礼品としてシアター会員制度「フレンドリークラブ」年間会員権・小型ステンレス製または大型真鍮製の納税者名プレート掲示・ベーゼンドルファー製ピアノ使用権付き円形ホール貸切利用権が用意された。プレート掲示については1年間の掲示でニックネームの印字も可能とし、コンサート以外でも支援を行う思いから複数年リピートして納税する音楽ファンも存在し、2023年度で30000円の真鍮板が78件234万円・16000円のステンレス板が30件48万円の納税が寄せられている。

## 交通

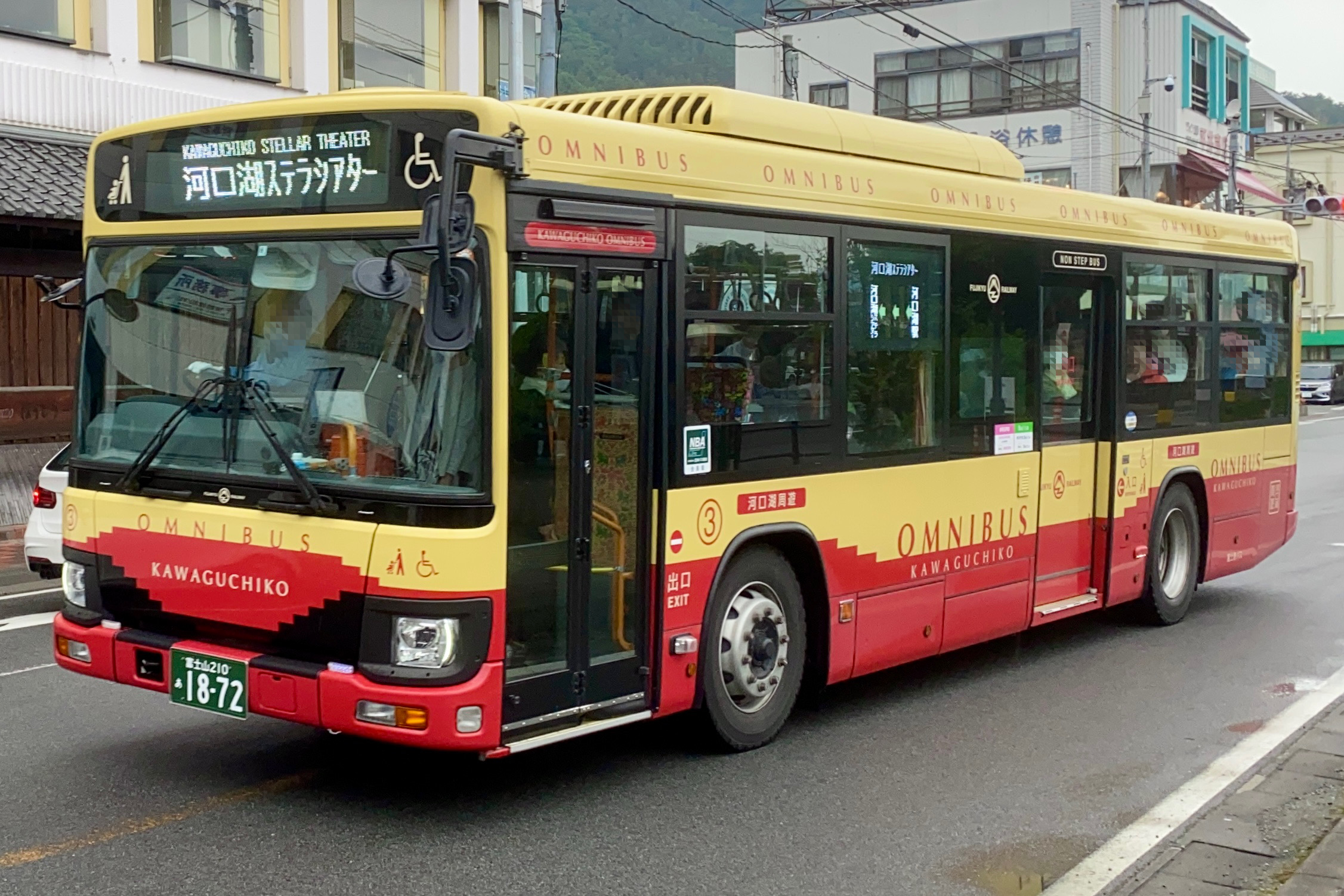
富士急バスが運行する臨時シャトルバス

- 富士山麓電気鉄道富士急行線 河口湖駅からシャトルバスで10分
- 中央自動車道 河口湖インターチェンジから車で5分
- 東富士五湖道路 富士吉田インターチェンジから車で3分

## 主な公演
2020年現在、本劇場で最も多く公演を行ったアーティストは茅原実里（通算25公演）であり、第2位がMISIA（通算21公演）。
MISIAについては、劇場の壁に直筆サインが書かれている。
茅原実里については、2018年に北側A駐車場の一角に河口湖公演10周年に因み記念樹としてハナミズキを植樹。植樹式には地元の店舗やスポンサー企業が多く駆けつけた。また2020年には8月1日に本会場初となる無観客配信公演を開催、劇場維持費調達のふるさと納税に際しては茅原自身と関係スタッフ3名が大型真鍮製の納税者ネームプレート付きの納税を行い、茅原の銘板は直筆の字体を用いた丸文字の特別仕様で設置された。
- 富士山河口湖音楽祭
- 水木一郎 - 1999年（平成11年）8月30日夜から31日にかけて「24時間1000曲ライブ」を敢行。ライブのクライマックスの模様がフジテレビ「快進撃TVうたえモン」の番組内で中継された。
- MISIA - 2001年・2009年・2010年・2016年・2018年・2021年にアコースティック公演「星空のライヴ」、2014年・2015年・2017年・2019年・2022年に「Candle Night」、2024年に「SOUL JAZZ」コンサートを開催。この他2023年には音楽フェスティバル「PEACEFUL PARK Charity for Happy Inclusion 2023」にて出演。
- イルカ (歌手) - 2005年から2019年までコンサート「イルカ with Friends」を毎年開催。
- 茅原実里 - 2009年から2021年と2024年に8月最初の週末にライブを開催。2011年・2018年のライブでは「purest note ～あたたかい音」のPV撮影が行われた。2017年「SUMMER DREAM 5」最終日では自身の単独コンサート100回を達成、2020年は無観客配信形式で実施。
- 平井堅 - 2009年・2017年に「Ken's Bar」シリーズ公演を開催。
- 題名のない音楽会 - 2011年から2013年にかけ、富士山河口湖音楽祭の一環として毎年夏に公開収録を実施。
- 久保田利伸 - 2013年9月21日、22日の2日間に「Toshinobu Kubota Special Tour with Acoustic Band★in the Universe★」を開催した。
- 私立恵比寿中学 - 2013年7月28日に「エビ中 夏のファミリー遠足 略してファミえん in 河口湖2013」を開催した。
- angela (音楽ユニット)  - 2016年に13周年記念、2018年に15周年記念ライブを開催。
- 鈴村健一 - 2015年・2016年・2018年・2019年・2024年に野外ライブシリーズ「満天LIVE」（2024年は「満天FES」）を開催。
- つばきファクトリー - 2022年から毎年8月下旬に「つばきファクトリーの夏祭り（西暦）～灼熱～」を開催されている。

## ロケ地使用
ミュージックビデオ
- スターダストレビュー「今日もいい日でありますように」
- 乃木坂46「命は美しい」
- May'n「夜明けのロゴス」
- i☆Ris「Ready Smile!!」この他2016年8月に4周年記念ライブも開催している。
- Dream5「READY GO!!」
- BanG Dream! Morfonica「Daylight」リアルバンドVer
- 内田雄馬「Over」
- Snow Man「D.D.」

その他
- アサヒスーパードライ TVCM「乾杯2016篇」「スペシャルライブ篇」[9]